# Leptoneta crypticola franciscoloi
Leptoneta crypticola là một loài nhện trong họ Leptonetidae.
Loài này thuộc chi Leptoneta. Leptoneta crypticola franciscoloi được Lodovico di Caporiacco miêu tả năm 1950.